# ابوعمر زاهد
محمد بن عبدالواحد مُطرِّز شهرت‌یافته به ابوعمر زاهد همچنین «زاهد باوردیِ غلامِ ثعلب» (۸۷۴-۹۵۷م) (نسب:ابوعمر محمد بن عبدالواحد بن ابوهاشم مطرّز) کاتب و لغوی عربی ایرانی بود.

## آثار
- المداخلات
- الیواقیت: یا الیاقوت فی اللغة
- غریب الحدیث
- شرح الفصیح لثعلب
- الموشّح
- ما أنکره الأعراب علی ابی عبیده فی ما رواه و صنّفه
- فائت العین
- الجمهرة و الرد علی بن درید
- فرق ما بین الضاد و الظاء
- فضائل معاویه
- تفسیر أسما القرّاء
- النوادر
- العشرات.[۳]